# 大阳镇 (东丰县)
大阳镇，是中华人民共和国吉林省辽源市东丰县下辖的一个乡镇级行政单位。

## 行政区划
大阳镇下辖以下地区：
大阳村、山里村、宝山村、金牛村、六家子村、福合村、红旗村、集体村、长乐村、德胜村、团山村、卧牛村、安乐村、影壁山村、二十方地村、同兴村、保胜村、虎顶村、兴隆村、双龙村、平安村、长胜村和增产村。